# 강유원
강유원(姜鈕遠, 1962년 ~ )은 대한민국의 인문학자다. 철학과 역사와 문학을 위시해 다양한 분야 인문학책을 쓰거나 번역했다. 몇몇 매체에 서평이나 칼럼을 기고하며, 주로 대학 밖에 있는 공공 영역에서 인문학을 강의하고 있다.

## 생애
1962년 전라남도 광주시에서 태어나 전라남도 광산군(光山郡) 서방면(瑞坊面) 부근(附近)에 있는 초등학교에 다녔다. 1971년 서울특별시로 이사하여 인왕초등학교로 전학한 이후, 대성고등학교를 거쳐 1980년에 동국대학교 철학과에 입학했다. 홉스 연구 로써 석사학위를 받은 이후, 1992년 헤겔에 관한 연구 로써 철학박사 학위를 받았다. 모교인 동국대학교에서 강의하다가 그만둔 이후 회사원으로서 일하면서 번역가와 서평가로 활동했다. 이때 "회사원 철학자"라는 별칭을 얻기도 했다.

## 활동

### 강의
서울특별시 동대문구 청량리동(淸凉里洞) 206-19번지에 소재한 동대문구정보화도서관에서는 2009년 <인문고전강의>를 시작으로 2011년 <역사고전강의>,  2012년 <철학사강의>를  연간 강의로 진행했고, 녹음 파일이 제공되었다. 이 강의는 《인문고전강의》(라티오, 2010), 《역사고전강의》(라티오, 2012)로 출간되었다.
2010년 2월부터 11월 말까지 인천광역시 연수구 함박뫼로 152번길 96에 위치한 연수도서관에서 [강유원의 고전읽기]라는 인문학 강좌를 시작하여 선정된 책의 시대 배경과 기본 개념을 설명하고 그 책의 구조를 파악하고 내용을 음미하고 정리하여 지역의 시민에게 인문학에 관계된 이상과 고전을 상대로 삼은 길잡이로서 역할을 하였다. 다음해인 2011년엔 [역사고전강의]를 진행하였고 2012년엔 [철학고전읽기]로써 서양 철학의 근원에서 현대 철학까지의 흐름과 주요한 쟁점을 다뤄 철학 고전 읽기의 기초를 다지는 데 크게 기여하였다. 지금도 이 강의가 다시 한 번 더 기획되어 참여하지 못했던 지역의 주민이 참여할 수 있길 바라는 분이 많다..
2012년 제1 학기 중앙대학교 인문대학 유럽문화학부 신입생들을 대상으로 <인문학탐구>를 강의하였다. 고전을 비롯한 텍스트의 질을 식별하고 고급스러운 글과 조야한 글을 분별하는 것을 목표한 이 강의에서는 문예, 역사, 철학의 영역에 속하는 학문에 관계된 주제들을 탐색하고 해당 영역의 고전을 읽는 능력과 글쓰기의 기초를 익히도록 하였다.
2012년 9월 13일에서 10월 4일까지 4회에 걸쳐, 중앙대학교 인문대학이 주최(主催)한 <법고창신>(法古創新) 릴레이 강좌 첫 강의로서 "사상사적 전환기의 고전읽기"를 강의하였다. '실존의 기술'로서 공부를 도입으로, '사상사적 전환기의 고전'과 사상사적 전환기의 '고전 읽기'를 다룬 이 강의는 플라톤에서 시작하여 마키아벨리와 홉스를 거쳐 칼 슈미트까지 가쁘게 진행했다. 추후(追後) 이 주제를 12강 정도로 재구성하여 진행한다고 발표하였다. 재학생과 외부 청강생 수강 신청이 폭주(暴注)하여 강의실을 변경했다는 후문도 있다.
2013년 서울특별시 서대문구 현저동(峴底洞) 101번지에 소재한 서대문구립 이진아기념도서관(伊珍阿紀念圖書館)에서는 <서양철학사>가, 경기도 과천시(果川市) 갈현동(峴底洞) 677번지에 소재한 과천시정보과학도서관에서는 <인문고전강의>가 연간 강의(2월~11월, 40주)로 진행된다.
2013년 4월 29일에서 5월 20일까지 중앙대학교 대학원 인문 계열이 주최한 "서구 사상사에서 '자기'(Selbst)의 문제"를 강의하였다. 서사의 성질을 띤 주체로서의 자기(오딧세이아, 변론), 피조물로서의 자기(고백록, 신곡), 실체로서의 자기(방법서설, 실천이성비판), 유적 존재로서의 자기(공산당 선언) 등을 주제로 총 4회에 걸쳐 진행되었다. 이 강의는 종료 후 출간을 제의받았으나 거절하였다고 밝힌 바 있다.
2013년 8월 23일부터 12월 20일까지 서대문구립이진아기념도서관에서 "사상사적 전환기의 고전 읽기" 강의를 진행하였다. 이 강의는 독서 문화 확산을 목적한 연중 독서 문화 아카데미의 일환으로서 2012년 가을 중앙대학교 인문 계열에서 주최한 <법고창신> 강의를 16회로 확대 재구성한 것이다.
2014년 2월 6일부터 서대문구립이진아기념도서관에서 <철학고전강의>를 40주 동안 진행하였다. 서양 형이상학을 주제로 파르메니데스, 헤라클레이토스, 플라톤, 아리스토텔레스, 데카르트, 칸트, 헤겔의 주요한 저서를 다루었으며 이 강의는 《철학고전강의》(라티오, 2016)로 출간되었다.
2014년 6월, 숭실대학교 독서후기클럽 측에서 주최한 "공부"를 특강하였다. 제1 일 차(6/24)‘왜’ 공부해야 하는가, 제2 일 차(6/25) ‘무엇을’ 공부해야 하는가, 제3 일 차(6/27) ‘어떻게’ 공부해야 하는가 등 3회의 강의에 지금까지의 "공부"를 상대로 삼은 생각이 망라되었다. 공부하고자 한다면 누구나 필히 청취해야 할, 공부론의 처음이자 끝. 이름하여 <강유원 공부론> 완결판.
2015년 2월부터 성북정보도서관에서 <문학고전강의>를 40주간 진행하였다. 이로써 <인문고전강의>로 시작된 고전강의는 <역사고전강의>, <철학고전강의>, <문학고전강의>로 완결되었다.
2015년 2월부터 서대문구립이진아기념도서관에서 <실천학>을 강의하고 있다. 2015년에 정치사상사를, 2016년에는 고대정치사상을, 2017년에는 중세/근대 초기 정치사상을, 2018년 근대 정치사상 강의로 마무리되었다. 
2020년 2월부터 정동 프란치스코 교육회관에서 <고급철학연습(1)>을 강의하고 있다. 

## 저작
- 저서
  - 《근대실천철학연구》, 미래글, 1998년 3월
  - 《인터넷으로 떠나는 철학여행》, 지정, 1998년 6월
  - 《책》(서평집), 야간비행, 2003년 5월
  - 《서양문명의 기반 - 철학적 탐구》, 미토, 2003년 11월
  - 《책과 세계》- 살림지식총서 085, 살림, 2004년 4월
  - 《장미의 이름 읽기 - 텍스트 해석의 한계를 에코에게 묻다》, 미토, 2004년 12월
  - 《몸으로 하는 공부》- 강유원 잡문집, 여름언덕, 2005년 7월
  - 《주제 - 강유원 서평집》, 뿌리와이파리, 2005년 12월
  - 《강유원의 고전강의 공산당 선언 - 젊은 세대를 위한 마르크스 입문서》, 정훈이(그림), 뿌리와이파리
  - 《서구 정치사상 고전읽기 - 통합적 사유를 위한 인문학 강의》, 라티오, 2008년 4월
  - 《인문 고전 강의 - 오래된 지식, 새로운 지혜》, 라티오, 2010년 4월
  - 《역사 고전 강의 - 전진하는 세계, 성찰하는 인간》, 라티오, 2012년 6월
  - 《철학 고전 강의 - 사유하는 유한자, 존재하는 무한자》, 라티오, 2016년 8월
  - 《숨은 신을 찾아서 - 신념 체계와 삶의 방식에 관한 성찰》, 라티오, 2016년 11월
  - 《문학 고전 강의 - 내재하는 체험, 매개하는 서사》, 라티오, 2017년 5월
  - 《에로스를 찾아서 - 사랑과 아름다움에 관한 성찰》, 라티오, 2017년 12월
  - 《책 읽기의 끝과 시작 - 책읽기가 지식이 되기까지》, 라티오, 2020년 4월
  - 《소크라테스, 민주주의를 캐묻다 - 우리 시대, 사상사로 읽는 원전 : 체제 탐구》, 라티오, 2021년 11월
  - 《플라톤, 현실국가를 캐묻다 - 우리 시대, 사상사로 읽는 원전 : 《국가》 탐구》, 라티오, 2023년 2월

- 공저
  - 《보수주의자들》, 강진호, 박원배, 손혁재, 이원태, 장상환, 전영기, 전제성, 조현연, 최종욱, 최종욱과 공저, 삼인, 1997년 12월
  - 《삶은 늘 우리를 배반한다 - 지성사로 읽는 예술》, 김용섭과의 공저, 미토, 2004년 11월

- 번역
  - 《홉스와 로크의 사회철학: 소유적 개인주의의 정치이론》, C.B 맥퍼슨 (지은이), 황경식, 강유원 공역, 박영사, 1990년
  - 《로크》- 궁리필로소피 4, 마이클 에이어스 (지은이), 궁리, 2003년 6월
  - 《낭만주의의 뿌리 - 서구 세계를 바꾼 사상 혁명》, 이사야 벌린 (지은이), 나현영과 공역, 이제이북스, 2005년 6월
  - 《헤겔 근대 철학사 강의 - 근대 철학의 문제와 흐름》, 하워드 P. 케인즈 (지은이), 박수민과 공역, 이제이북스, 2005년 9월
  - 《경제학-철학 수고》, 칼 마르크스 (지은이), 이론과실천, 2006년 12월
  - 《제국》, 스티븐 하우 (지은이), 한동희와 공역, 뿌리와이파리, 2007년 8월
  - 《달인 - 천 가지 성공에 이르는 단 하나의 길》, 조지 레오나르드 (지은이), 여름언덕, 2007년 9월,  2009년 12월 개정판
  - 《파시즘》, 케빈 패스모어 (지은이), 뿌리와이파리, 2007년 11월
  - 《루트비히 포이어바흐와 독일 고전철학의 종말》, 프리드리히 엥겔스 (지은이), 이론과실천, 2008년 1월
  - 《철학, 더 나은 삶을 위한 사유의 기술》, 브렌다 아몬드 외 (지은이), 석기용과 공역, 유토피아, 2008년 3월
  - 《공산당 선언》, 칼 마르크스, 프리드리히 엥겔스 (지은이), 이론과실천, 2008년 11월
  - 《르네상스의 마지막 날들》, 시어도어 래브 (지은이), 정지인과 공역, 르네상스, 2008년 12월
  - 《역사와 역사가들 - 서양사 연구를 위한 입문》, 마크 길더러스 (지은이), 이재만과 공역, 이론과실천, 2009년 10월
  - 《인문학 스터디 - 미국대학 교양교육 핵심과정과 한국에서의 인문학 공부안내》, 마크 C. 헨리 (지은이), 서민우, 손세정, 양유성, 이명훈, 지주형과 엮음, 라티오, 2009년 1월
  - 《중국의 역사와 역사가들 - 중국사 연구를 위한 입문》, 오카다 히데히로 (지은이), 임경준과 공역, 이론과실천, 2010년 7월
  - 《하버드, 철학을 인터뷰하다》, 하버드 철학 리뷰 편집부 (엮은이), 최봉실과 공역 , 돌베개,  2010년 7월
  - 《헤겔 법철학 비판》, 칼 마르크스, 이론과실천, 2011년 6월
  - 《철학으로서의 철학사》, 훌리안 마리아스 (지은이), 박수민과 공역, 유유, 2016년 8월

- 감수
  - ⟪파리의 심판⟫, 로스 킹 (지은이), 황주영(옮긴이), 다빈치, 2008년 12월